# Bruno Lima
Bruno Lima Basolu (San Juan, 4 febbraio 1996) è un pallavolista argentino, opposto del BVC.

## Carriera

### Club
La carriera di Bruno Lima inizia nel settore giovanile dell'Obras Sanitarias di San Juan, col quale gioca per due annate nel campionato cadetto argentino e poi fa il suo esordio da professionista nella stagione 2013-14, debuttando nella Liga Argentina de Voleibol. Nella stagione seguente approda al Bolívar, vincendo la Coppa ACLAV 2014 e raggiungendo le finali scudetto.
Nel campionato 2015-16 fa ritorno all'Obras Sanitarias, dove resta per due annate. Nella stagione 2017-18 si trasferisce allo Chaumont, nella Ligue A, vincendo la Supercoppa: tuttavia nel gennaio 2018 rescinde il contratto con il club francese per ritornare all'Obras Sanitarias, con cui conclude la stagione.
Per il campionato 2018-19 si accasa al Bühl, militante nella 1. Bundesliga tedesca, mentre nel campionato seguente è ancora in patria col Gigantes del Sur, prima di trasferirsi nella Efeler Ligi turca nell'annata 2020-21, per difendere i colori dell'Afyon. Torna quindi nella massima divisione transalpina nella stagione 2021-22, accasandosi in questo caso nel Nice, mentre in quella seguente gioca in Arabia Saudita con l'Al-Hilal.
Nel campionato 2023-24 viene ingaggiato dai brasiliani del BVC, in Superliga Série A.

### Nazionale
Fa parte delle selezioni argentine giovanili, vincendo la medaglia d'argento al campionato sudamericano under 19 2012 e al Campionato sudamericano under 21 2014. Nel 2015 partecipa al campionato mondiale sia con la nazionale under 21 che con quella under 23.
Nell'estate del 2016 fa il suo esordio in nazionale maggiore, vincendo la medaglia d'argento alla Coppa panamericana e partecipando ai Giochi della XXXI Olimpiade di Rio de Janeiro, mentre nel 2017 si aggiudica la medaglia d'oro alla Coppa panamericana e quella di bronzo al campionato sudamericano, torneo nel quale vince la medaglia d'argento nel 2019.
Nel 2021 conquista la medaglia di bronzo ai Giochi della XXXII Olimpiade di Tokyo e quella d'argento al campionato sudamericano: nell'edizione successiva del campionato continentale si aggiudica la medaglia d'oro, seguita dall'argento ai XIX Giochi panamericani.

## Palmarès

### Club
- Coppa ACLAV: 1

2014
- Supercoppa francese: 1

2017

### Nazionale (competizioni minori)
- Campionato sudamericano under 19 2012
- Campionato sudamericano under 21 2014
- Coppa panamericana 2016
- Coppa panamericana 2017
- Giochi panamericani 2023

### Premi individuali
- 2016 - Liga Argentina de Voleibol: Miglior argentino
- 2016 - Liga Argentina de Voleibol: Giocatore rivelazione
- 2016 - Liga Argentina de Voleibol: Miglior schiacciatore
- 2019 - Campionato sudamericano: Miglior opposto